# Cystodytes durus
Cystodytes durus är en sjöpungsart som beskrevs av Richard von Drasche-Wartinberg 1884. Cystodytes durus ingår i släktet Cystodytes och familjen Polycitoridae. Inga underarter finns listade i Catalogue of Life.